# Fennange
Fennange (franska) (luxemburgiska: Fenneng lyssna (fil), tyska: Fenningen) är en ort i kantonen Esch-sur-Alzette i södra Luxemburg. Den ligger i kommunen Bettembourg, cirka 11 kilometer sydväst om staden Luxemburg. Orten har 404 invånare (2022).